# Napurunas
Los napuruna, kichwaruna o quechuas del Napo, son una etnia que habita las riberas del río Napo entre Perú y Ecuador. En Perú habitan la cuenca del río Napo en los distritos de Napo, Mazán, Putumayo y Torres causana, además de encontrarse una comunidad en el distrito de Las Piedras en el río Tahuamanu (Madre de Dios). En el Ecuador habitan en el Alto Napo así como los ríos Ansuy y Jatun Yacu, en donde se les conoce también como Quijos quechua.[cita requerida]

## Historia
La mayoría de Napurunas son descendientes de los quijos. Tradicionalmente ubicados en el Ecuador y llevados a Perú por patrones caucheros en donde se unieron con poblaciones que habían perdido su identidad (archidonas, sonus, vacacocha, záparos, aushiris, semingayes, omaguas y algunas familias jíbaras). Los misioneros jesuitas y los colonizadores implantaron el quechua como lengua para facilitar la evangelización. 
El abuso trajo consigo rebeliones en 1578 y la escasez de mano de obra para la producción de la shiringa. En este tiempo un grupo es desplazado hacia Madre de Dios (río Tahuamanu), dando lugar a los llamados Quechuas santarrosinos. 
En 1972 se inicia un proceso de cambio en la estructura de esta etnia, eligiendo sus propios líderes para liberarse de sus patrones. Desde esta fecha dedican actividades independientes como la extracción de madera, comercio de pieles, ganadería y agricultura.

### Lenguaje
El investigador Wilson Gutiérrez Marín indica que el antiguo idioma de los Quijos se basaba en sonidos guturales, que imitaban de aves y animales. No obstante, la fuerte influencia del quechua, proveniente del Tahuantinsuyo, hizo que pronto fueran perdiendo su lengua nativa. Investigaciones lingüísticas actuales dan cuenta de que hay vestigios del shillipanu en el quichua que actualmente hablan los Napo-runa o quijos, lo que significaría que su lenguaje original se fusionó con el quechua. Otros investigadores señalan que aunque el quichua no fue el idioma original de los Quijos, "éste se ha “nativizado” adquiriendo rasgos espaciales y lingüísticos nuevos".
Actualmente, hablan una variedad del kichwa, conocido como Napo-Quichua o napo-runa.[cita requerida].

## Cultura

### Caza y Pesca
Tanto la caza como la pesca eran realizadas exclusivamente por los hombres de la comunidad. Antes de salir a cazar fumaban tabaco como parte de una práctica ancestral. El ritual señala que los quijos identificarían en las cenizas del tabaco el animal que van a cazar. En el caso de no ver ninguna figura en las cenizas significaría que no tendrán buenos resultados para ese día. 

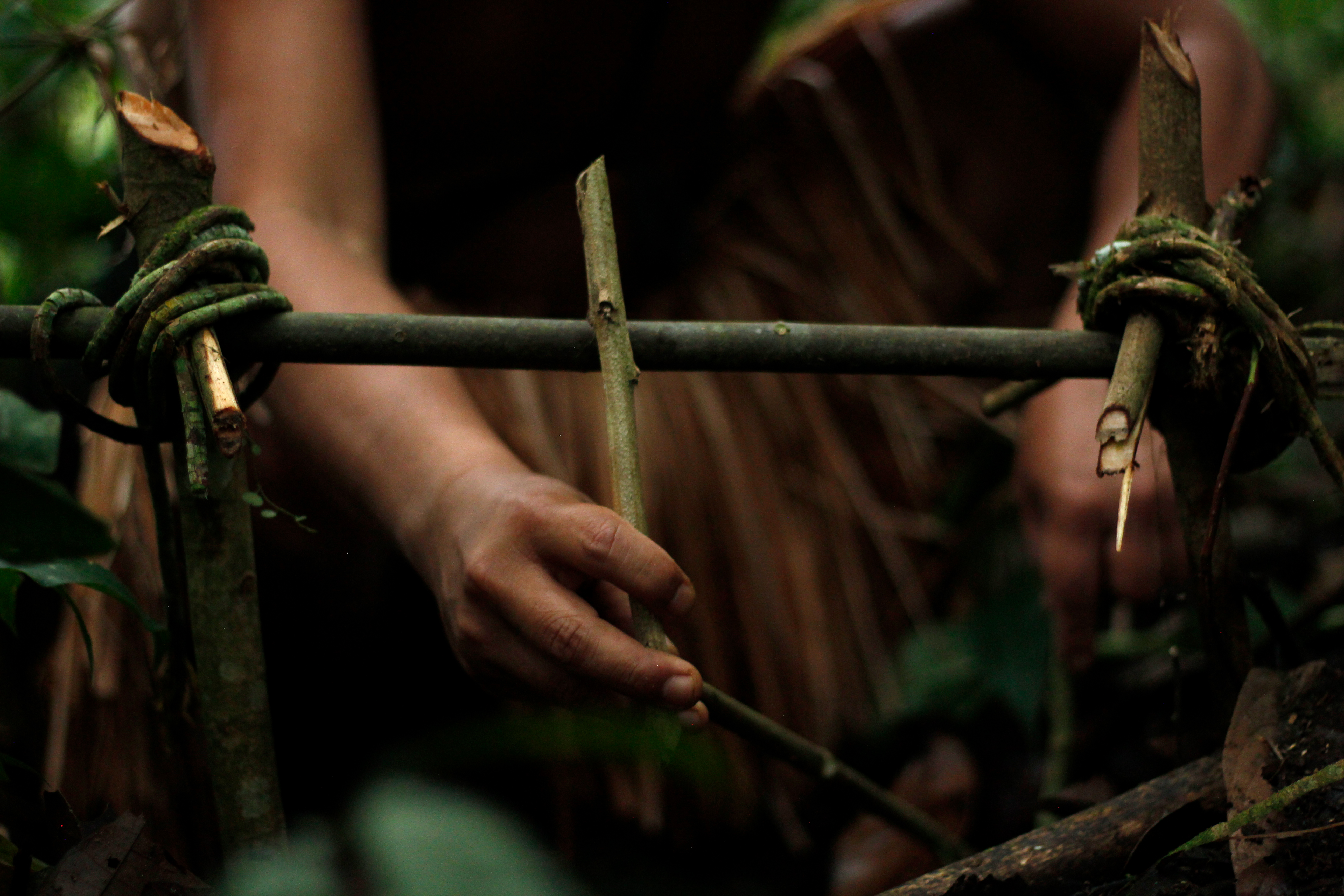
Un miembro de la comunidad Quijos prepara una trampa tradicional de la Amazonía.

Otra práctica tradicional antes de cazar es beber un té preparado a base de hojas de Guayusa. Esta planta, que se encuentra en la Amazonía ecuatoriana, contiene cafeína y otros componentes como teobromina o L –teanina, estimulantes que reducen la fatiga física y mental y combaten el estrés.
Los quijos capturaban guantas, pavas, entre otras especies silvestres de la Amazonía. Para realizarlo se utilizaban bodoqueras confeccionadas de palo que dentro contenían unas pequeñas flechas untadas con hierba y veneno, que al contacto con el animal lo adormecían. Otra forma de atrapar a los animales era a través de trampas conocidas como “tocllas”, que sujetan a la presa suspendiéndola en el aire.
Para la pesca existen dos formas de realizar esta práctica. La primera consiste en utilizar las manos para encontrar peces debajo de las rocas, y la segunda se centra en el uso de barbasco, que actúa como un veneno de peces. 

### Gastronomía
Tradicionalmente en estas comunidades, las mujeres salen a trabajar en las chacras y los hombres van a cazar y pescar. Sus días empiezan bebiendo guayusa. La cocina tradicional de la comunidad Quijos no usa sal. Reemplazan la sal con cenizas de ciertas plantas. Algunos productos alimenticios en su dieta incluyen: patata dulce, plátano, yuca, maíz, arroz, frijol,  chonta, corazón de palma, ají , carne y pescado. También cultivan ayahuasca y tabaco. Entre sus platos tradicionales está el Yuyucallana, elaborado con plantas como garabato yuyu (brote), chontayuyu (flor de chonta, yuyu (palmito) y cogollo de plátano (flor del plátano). Otro de los alimentos favoritos de los Quijos es el maito de tilapia. Este pez lo cogen de pozos. Los alimentos se cocinan al fuego, envueltos en hojas de bijao denominadas en quichua llaki panga. Finalmente, la comida se sirve en el piso, sobre enormes hojas del árbol de plátano

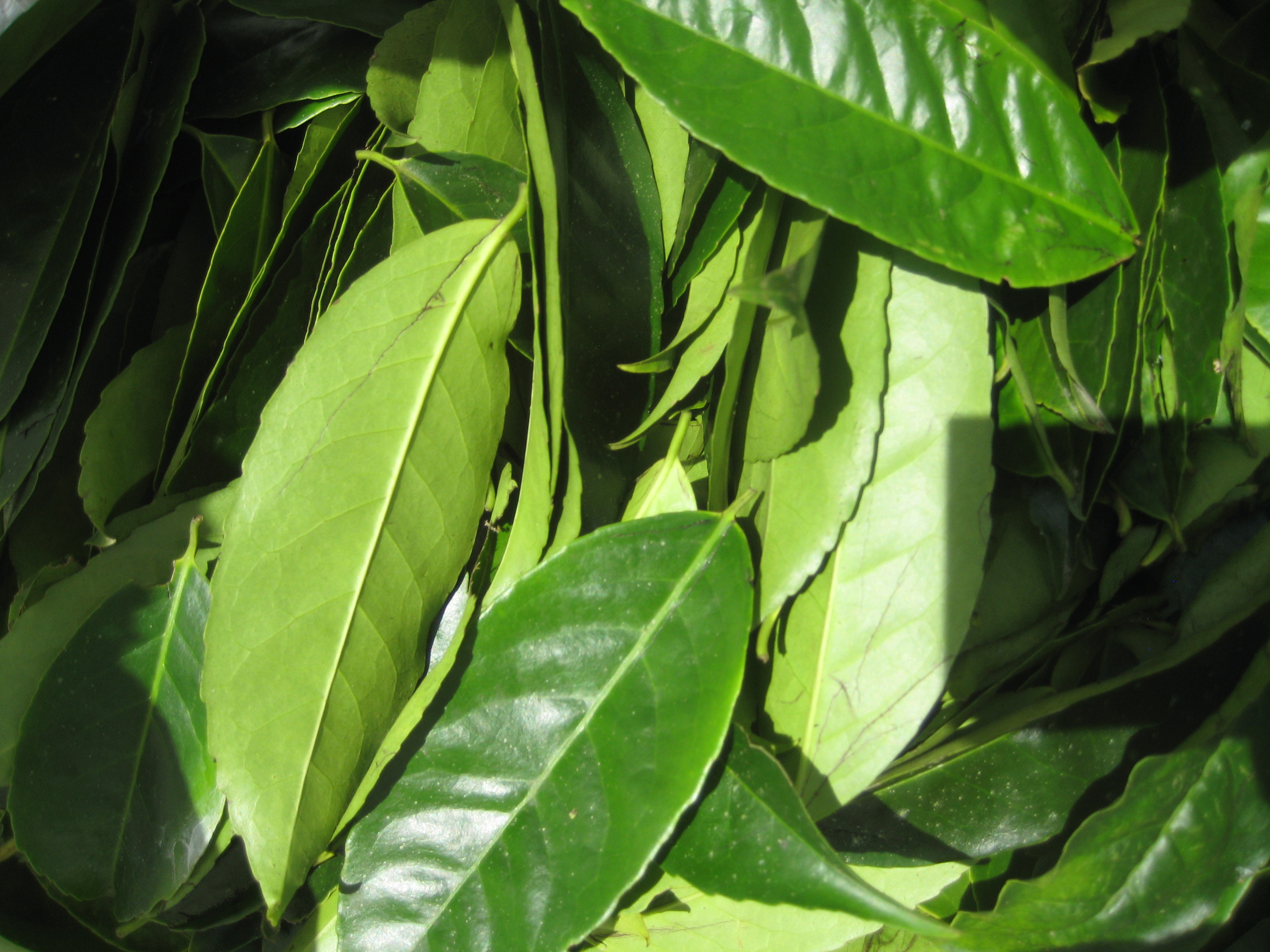
Hojas de guayusa

### Medicina tradicional
La medicina tradicional que hace uso de plantas y árboles locales es una parte importante de la cultura. Especies de árboles de la región se utilizan con fines medicinales. Ejemplos de plantas utilizadas en la medicina tradiciona son: tabaco, ají y wayusa, que se prepara típicamente en una infusión.

### Artesanías
Los hombres y las mujeres de Baeza usaban joyas de gran valor en el pecho, los brazos y la nariz. Un adorno característico era los tarugos, objetos que se incrustaban en los labios inferiores. Además, llevaban en la nariz un adorno de oro.  En Baeza y Archidona usaban pendientes en el pecho y en los brazos alhajas de oro. El principal adorno que utilizaban los hombres en las fiestas eran collares que cargaban de los hombros y cruzaban por el pecho.  Las mujeres, desde niñas, utilizaban un collar y pulseras de perlas de cristal, tanto en el cuello como en la cintura. 
Trabajaban utensilios de piedra, ollas de barro, hamacas, redes de pita y canastos de mimbre. Elaboraban objetos tomando como materia prima la piedra, metal, arcilla, madera y fibras. Con la piedra fabricaban sus enseres de trabajo y de guerra, lavaban el oro en los ríos para sus adornos personales.

## Organización
Los quechuas del Napo se organizan en ayllus consanguíneos. Está prohibido el matrimonio entre consanguíneos bilaterales de primer grado y con los que se establece parentesco simbólico (compadres). La residencia postmatrimonial se da en la casa de los padres de la mujer, lo que lo hace uxorilocal. 
El compadrazgo es un parentesco simbólico que se establece en el apadrinamiento de ceremonias tales como bautizo, primera comunión y matrimonio.